# Sült, zöld paradicsom
A Sült, zöld paradicsom (Fried Green Tomatoes) 1991-ben bemutatott amerikai romantikus vígjáték Jon Avnet rendezésében. Fannie Flagg azonos című  regénye alapján a forgatókönyvet Flagg és Carol Sobieski írta. Magyarországon 1992. október 9-én mutatták be.

## Szerkezete
A film két idősíkban játszódik. Az Alabamában, az 1920-1930-as években játszódó történet elmondásához az 1980-as években zajló másik történet ad keretet. A film az 1980-as években kezdődik, amikor Evelyn, a súlyával és magánéleti problémáival küszködő középkorú nő egy kórházban megismerkedik Ninnyvel, az idős asszonnyal. Ez a történetszál egyfajta keretbe foglalja a korábbi történéseket, ugyanis Evelyn újabb és újabb látogatásai adnak alkalmat Ninnynek arra, hogy elmesélje ifjúságát. Az általa elmondottak megváltoztatják Evelyn életét is.

## A cselekmény
- Ninny története - Ninny két rokonlány, Idgie Threadgoode és Ruth Jamison történetét meséli el. Idgie vadóc kislány, akit csak bátyja, Buddy tud megszelídíteni. A fiú és Ruth, aki néhány évvel idősebb Idgie-nél, szeretik egymást, de az idillnek és románcnak hirtelen vége szakad, amikor Buddy lába beszorul egy váltóba, és a közeledő vonat halálra gázolja. Bátyja elvesztése után Idgie még jobban elvadul, kivonja magát a társas élet elvárt szabályai alól, nem jár templomba, inkább kocsmákban tölti az idejét, pókerezik. A Threadgoode család arra kéri Ruth-t, hogy próbálja meg visszatéríteni Idgie-t a "normális útra". Ruth-nak ez nem sikerül, mivel Idgie vezeti be őt a saját világába. Eközben a két lány között szoros barátság szövődik, amelynek formálisan akkor szakad vége, amikor Ruth férjhez megy Frank Bennetthez, és elköltöznek Kismegálló (Whistle Stop) városból Georgiába. Egy idő múlva Idgie elmegy Ruth-hoz, és kiderül: a lány terhes és férje veri. Idgie, Bennett fenyegetései ellenére, elviszi Ruth-t a házból, és Kismegállóban megnyitják kávézójukat, amelynek specialitása a sült, zöld paradicsom. Egy napon Frank Bennett megpróbálja elrabolni közös gyermeküket Ruth otthonából, de valaki fejbe vágja. Georgiából egy nyomozó érkezik, aki az eltűnt Bennettet keresi. A férfi nem kerül elő, csak az autóját találják meg egy folyóban jóval később. Idgie-t és fekete segítőjét, Nagy George-ot megvádolják a gyilkossággal, de a bíróság, köszönhetően a holttest hiányának, valamint a helyi tiszteletes hamis vallomásának, amellyel alibit biztosít nekik, felmentik őket. Ruth fiával, az ifjabb Buddyval megismétlődnek a korábban történtek, egy vonat levágja a kezét. Amikor Ruth rákban meghal, a kávézót bezárják. Ninny elmondásából kiderül, hogy Bennettet fekete szakácsnőjük, Sipsey ütötte agyon egy serpenyővel, majd a testét feldarabolták, megsütötték, és felszolgálták a férfit kereső seriffnek.
- Evelyn története - Evelyn Couch középkorú, túlsúlyos, boldogtalan nő. A férje nem törődik, nem foglalkozik vele, az evésen, söriváson, meccsnézésen kívül semmi nem érdekli. Evelyn, ahogy Ninny elmeséli történetét, egyre többet merít Idgie és Ruth bátorságából, vagányságából, és elkezdi fokról fokra átalakítani az életét. Bátrabb, nyitottabb lesz, önbizalma megnő, a számára fontos ügyekben önálló döntéseket hoz. Evelyn, miután kiderül, hogy lebontották a kórházból kiengedett Ninny házát, magához veszi az idős nőt.

## Szereposztás
| Szereplő          | Színész               | Magyar hang    |
| ----------------- | --------------------- | -------------- |
| Evelyn Couch      | Kathy Bates           | Molnár Piroska |
| Idgie Threadgoode | Mary Stuart Masterson | Für Anikó      |
| Ruth Jamison      | Mary-Louise Parker    | Györgyi Anna   |
| Ninny Threadgoode | Jessica Tandy         | Tolnay Klári   |
| Sipsey            | Cicely Tyson          | Halász Aranka  |
| Buddy Threadgoode | Chris O’Donnell       | Czvetkó Sándor |
| Nagy George       | Stan Shaw             | Papp János     |
| Ed Couch          | Gailard Sartain       | Vajda László   |
| Frank Bennett     | Nick Searcy           | Forgács Péter  |

## Fontosabb díjak és jelölések
Oscar-díj (1992)
- jelölés: Jessica Tandy (legjobb női mellékszereplő)
- jelölés: Fannie Flagg, Carol Sobieski (legjobb adaptált forgatókönyv)

BAFTA-díj (1993)
- jelölés: Jessica Tandy (legjobb női főszereplő)
- jelölés: Kathy Bates (legjobb női mellékszereplő)

Golden Globe-díj (1992)
- jelölés: Kathy Bates (legjobb színésznő (komédia vagy musical)
- jelölés: Jessica Tandy (legjobb női mellékszereplő)

BMI Film & TV-díj (1993)
- díj: Thomas Newman (legjobb filmzene)[3]